# Baleine de Minke
Taxons concernés
- Balaenoptera acutorostrata (Lacépède, 1804)
- Balaenoptera bonaerensis (Burmeister, 1867)modifier

Baleine de Minke, petit rorqual ou encore rorqual à museau pointu sont les noms vernaculaires de plusieurs espèces de baleine de longueur moyenne de 7 mètres. Ce sont des mammifères marins appartenant au sous-ordre des cétacés à fanon (Mysticeti). Certains auteurs considèrent qu'il existe deux espèces : la baleine de Minke du nord (Balaenoptera acutorostrata) et celle du sud (Balaenoptera bonaerensis). D'autres auteurs distinguent en revanche trois voire quatre sous-espèces. Ces espèces sont les plus petits représentants des rorquals (ou baléinoptères), de même que les plus abondants.
Le terme de Minke est dérivé du nom d'un chasseur de baleine nommé Meincke, qui le premier différencia ces baleines de la baleine bleue,.

## Description

### Morphologie générale
La Baleine de Minke est relativement petite. De 3 mètres pour les nouveau-nés, elle atteint 7 à 10 mètres à l'âge adulte. Elle n'est pas de couleur uniforme. En effet, le dos est noir, gris foncé ou marron. Le ventre est blanc, gris pâle ou marron clair. La couleur des nageoires varie en fonction de la population : elles peuvent être noires sans bande blanche, noires avec une large bande blanche ou bien cette dernière peut être étroite.
Son museau est particulièrement pointu, tandis que le rostrum est plat. Sur la tête, la baleine de Minke présente une crête longitudinale, ainsi qu'un évent qui lui permet de respirer hors de l'eau quand elle revient à la surface. Au niveau de la gorge, la baleine possède de 50 à 70 rainures qui parcourent le corps jusqu'aux nageoires. Quand la gorge est distendue (prise alimentaire), ces rainures prennent une couleur rosée.
Les nageoires sont minces et relativement petites. En effet, elles ne mesurent qu'un huitième de la longueur du corps. L'aileron dorsal est au contraire très grand, ce qui en fait le plus grand de tous les cétacés à fanon (Mysticeti), comparativement à la taille de l'animal. La nageoire caudale est pointue à ses extrémités et une petite entaille est présente au milieu. Le dessus de la nageoire caudale est gris, de la même couleur que le reste du corps, tandis que le dessous est plus gris pâle, bleuâtre voir blanc,  mais le bord est toujours sombre.
La baleine de Minke fait partie du sous-ordre des cétacés à fanons (Mysticeti). En effet, elle possède dans sa bouche  de nombreux fanons (de 230 à 260 de chaque côté).
Une particularité est que, lorsque la baleine sort de l'eau pour respirer, c'est son museau qui brise la surface en premier. De plus, lorsqu'elle respire, nous pouvons voir simultanément son évent et son aileron dorsal. 
Lors de la respiration, la baleine doit souffler pour évacuer l'eau de son évent. Ce souffle permet de différencier, à distance, les baleines entre elles. Ainsi, celui de la baleine de Minke est relativement bas et indistinct.

### Clés de distinction avec d'autres baleines
Certains individus sont curieux et s'approchent assez près, mais dans la plupart des cas, il est inhabituel d'observer de manière distincte l'animal. De ce fait, nous pouvons la confondre morphologiquement parlant avec d'autres espèces telles que le rorqual boréal, les rorquals de Bryde ou encore les Rorquals communs. Cependant, le plongeon spécial des baleines de Minke permet de les distinguer. 
Qui plus est, la forme de la tête ainsi que le peu de cicatrices présentes sur son corps permettent de la distinguer facilement de la plupart des baleines à bec (Ziphiidae).
Enfin, sa bouche, relativement droite, aide à distinguer la baleine de Minke de la baleine pygmée.

## Écologie et comportement

### Comportement
Cette espèce est habituellement difficile à approcher, mais certains individus sont assez curieux et vont examiner les bateaux. Il est improbable de les voir nager avec le bateau comme les dauphins, mais certains individus peuvent suivre l'embarcation sur une longue distance. 
Leurs mouvements sous l'eau sont imprévisibles et nous pouvons, de ce fait, perdre parfois leur trace. 
Ce sont des nageurs relativement rapides. Ils peuvent parfois sauter hors de l'eau. 
Leur séquence de nage typique est constituée de 5 à 8 respirations espacées de moins d'une minute, suivies par une plongée en profondeur durant habituellement 3 à 8 minutes. Elles peuvent parfois rester sous l'eau jusqu'à 20 minutes.

## Répartition
On trouve la baleine de Minke  partout dans le monde. Elles sont moins communes dans les eaux tropicales que dans les eaux plus froides. 
Il y a trois populations géographiquement isolées : dans le Pacifique Nord, dans l'Atlantique Nord, et dans l'hémisphère Sud. 
La concentration est habituellement plus importante dans les hautes latitudes durant l'été et dans les basses latitudes en hiver, mais la migration des baleines varie d'une année sur l'autre. 